# Cyclocephala alvarengai
Cyclocephala alvarengai är en skalbaggsart som beskrevs av Roger Paul Dechambre 1980. Cyclocephala alvarengai ingår i släktet Cyclocephala och familjen Dynastidae. Inga underarter finns listade i Catalogue of Life.